# 逸見猶吉

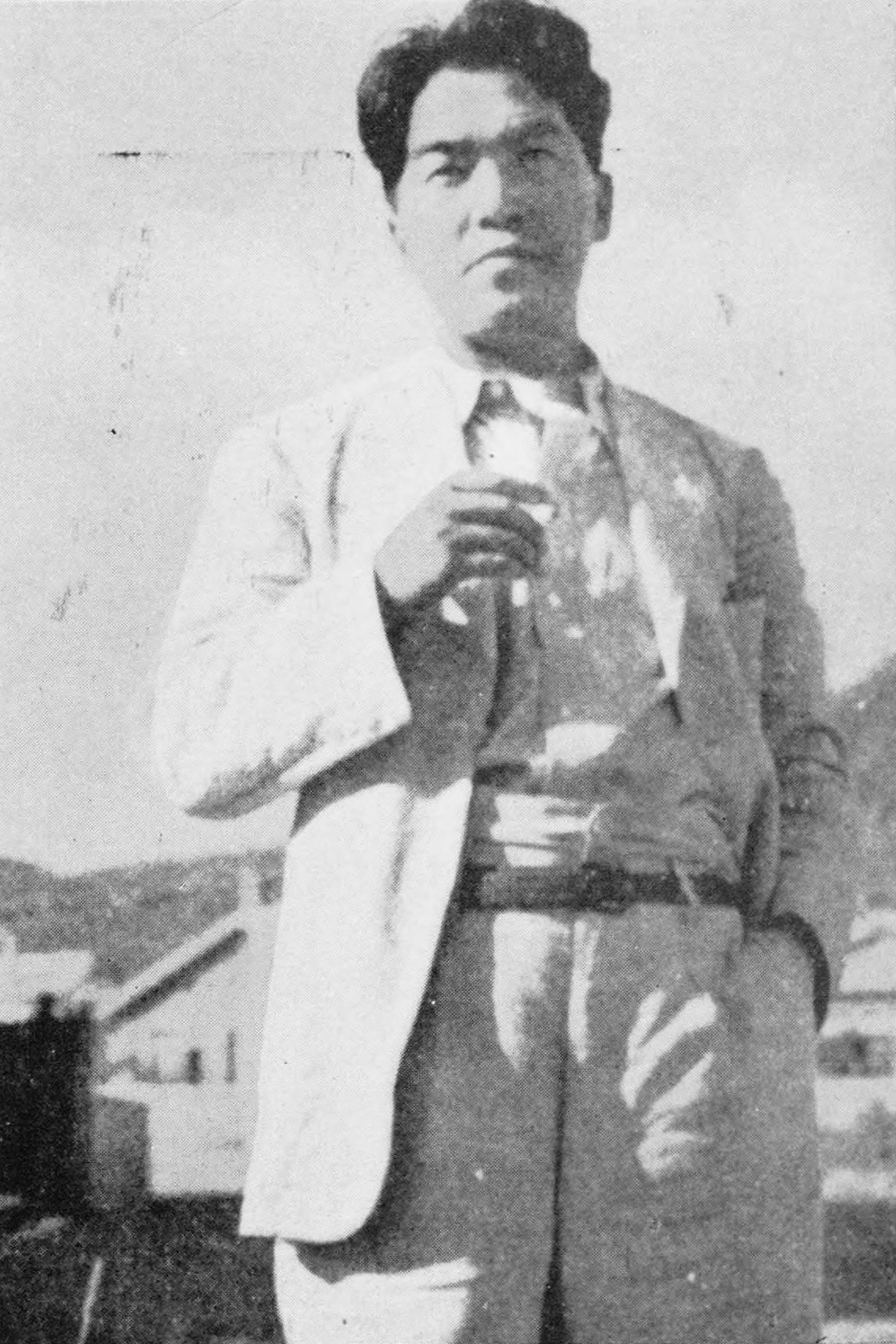
1938年ごろ、大連にて（藤原定撮影）

逸見 猶吉（へんみ ゆうきち、1907年9月9日 - 1946年5月17日）は日本の詩人、童話作家。本名は大野四郎。画家としては、士路と号する。新聞記者の和田日出吉は兄、その妻の木暮実千代は兄嫁にあたる。また、弟の大野五郎は画家。
詩は寡作。没後1966年に編まれた定本詩集には初期詩篇を含めて78作。『詩と詩論』、『文藝汎論』、『歴程』などの雑誌に寄稿する。『歴程』創刊時の同人の1人である。

## 生涯
1907年、茨城県猿島郡古河町（現・古河市）に生まれる。祖父と父は、ともに足尾銅山鉱毒事件対策の渡良瀬遊水地用地として強制廃村になった栃木県下都賀郡谷中村で村長を務めていた。1908年、東京府北豊島郡岩渕町（現・東京都北区）に移住。
東京の岩渕尋常高等小学校、暁星中学校を経て、1926年、早稲田大学専門部法科に入学。大学在学中の1928年、牛込神楽坂でバー・ユレカを経営。この年逸見猶吉を名乗り、1929年、詩誌『学校』に連作詩「ウルトラマリン」第一部「報告」を寄稿、ほかに第二部「兇牙利的」・第三部「死ト現象」を合わせて同年、伊藤新吉編集の『學校詩集』に寄稿。1931年、早稲田大学政治経済学部を卒業。同年、草野心平と詩誌『弩』を発刊するが、1号で終わる。1932年、吉田一穂の季刊『新詩論』創刊に参加。同年、時事新報広告代理店万来社に勤務。1935年、『歴程』創刊に参加。同年、飯尾静と結婚。1937年、日蘇通信社新京駐在員として満州（中国東北部）に渡る。1939年、満州生活必需品配給会社弘報科に勤務。1940年10月、結成された日本詩人協会結成に参加する。1941年、満州文芸家協会委員を委嘱される。1942年、長谷川濬・四郎兄弟共訳のウラディミール・アルセーニエフ著『デルスウ・ウザーラ』を装幀する。1943年、関東軍報道隊員として満州北部に派遣される。1946年、肺結核と栄養失調のため新京（長春）特別市安民区で死去。戒名は長安道猶信士。
渡良瀬遊水地の一角にある「旧谷中村合同慰霊碑」の傍らに、「ウルトラマリンの詩」の一部を刻んだ詩碑が建立されている。

## 著書
- 『児童文学 第2冊』（「火を喰つた鴉」を収める）文教書院、1932年
- 『現代詩人集3 岡崎清一郎・菱山修三・藤原定・菊岡久利・逸見猶吉・草野心平』山雅房、1940年
- 『北の護り 関東軍報道隊作品集』（山田清三郎、八木橋雄次郎、大野沢緑郎、筒井俊一、林田茂雄、青木実共著）満州新聞社、1943年
- 『逸見猶吉詩集』十字屋書店、1948年
- 『現代日本詩人全集 全詩集大成 第12巻 草野心平・高橋新吉・中原中也・尾形龜之助・八木重吉・逸見猶吉』創元社、1954年
- 『現代日本名詩集大成 7 草野心平・中原中也・八木重吉・岡崎清一郎・逸見猶吉・尾形亀之助・山之口貘』創元新社、1964年
- 『定本逸見猶吉詩集』思潮社、1966年

## 論文
- 「東欧ソ連圏の回顧と展望」『ソ連研究』第3巻 5号、1954年

## 関連文献
- 尾崎寿一郎『詩人 逸見猶吉』コールサック社、2011年